# 日本航空ニューデリー墜落事故
日本航空ニューデリー墜落事故（にほんこうくうニューデリーついらくじこ）は、1972年（昭和47年）6月14日に発生した航空事故である。この事故は日本の旅客便として初めての海外での事故。並びに日本航空の自主運行開始後、最初の旅客の死亡事故であった。日本航空471便墜落事故とも。

## 概要
当時の日本航空の471便は、羽田空港から香港、バンコク、ニューデリー、テヘラン、カイロ、ローマ、フランクフルトを経由してロンドンへ向かう南回りヨーロッパ線であった。
当日の471便には、DC-8-53型（機体記号：JA8012、旧塗装時代の愛称：AKAN）が使用されていた。
1972年（昭和47年）6月14日11時45分にランプアウトし、同11時55分に羽田空港を離陸した。香港経由後、同13時55分にバンコクに着陸して燃料を補給。同14時50分にバンコクを離陸してニューデリーに向かった。
ニューデリーのパラム国際空港（現：インディラ・ガンディー国際空港）への計器着陸装置（ILS）による進入許可を得た後、20時16分（現地時間）に、距離情報提供装置（DME）による23マイル（43Km）のレポートを行った直後にヤムナー川（ヤムナ川）の土手に激突するように墜落した。
乗員乗客は計89名で、このうち乗客が78名、乗組員が11名であった。この事故で乗員乗客計89名中86名と地上の工事作業員4名が死亡した。

## 事故までの状況
事故現場からはフライトレコーダーとコックピットボイスレコーダーが回収され、解析が行われた。フライトレコーダーの記録によると、事故機は途中まで通常通りの着陸経路を飛行していたが、高度2100フィート（ILSによる誘導を受け始めるまで維持するべき高度）まで降下しても水平飛行に移らず、事故機はまるで墜落地点（空港の滑走路端から23キロメートルも手前）が空港であるかのような飛行経路で、降下を継続していた。
また、ボイスレコーダーに残された会話によれば、墜落数秒前まで3人のパイロットは高度が低いという異常に気づいておらず、操縦を担当していた副操縦士は目視したヤムナー川の護岸工事の照明を滑走路の照明だと思い込んでいたようである（しかし、当日は砂塵により視界はあまり良くなく、進入前にその旨を確認し合っている）。外気温が45℃であったため、航空機関士は「パワー（冷房）少しいただけますか？」と求め、機長は「どんどん冷やしてくれ」と指示し、航空機関士の「All freon on（冷媒全開）」に続いて「ハハハ」と機長の笑い声も記録されており、普通の会話で客室乗務員に伝えている。「ギアダウン」、「フラップ35、フルダウン」と報告する声が残っている一方、規程上は行わなければならないはずの降下1000フィート毎の高度確認をする声はなく、高度が異常に低下していることにまったく気づいていなかったと推測されている。また、「ファイナルフラップ」の読み上げに続いて、「セットー、だけど降りてないね」とも聞き取れる声が記録されていた。
このような状況のため、着陸を継続するか着陸復行するかを決意する高度である「デシジョン・ハイト」を過ぎても誰もそれを指摘せず（本来は声を出して知らせるべき高度である）、墜落9秒前、副操縦士が「ランウェイ・イン……ゴーアヘッド」と着陸する確認を取り、墜落7秒前に地上まで35メートルの高さになってから航空機関士が「デシジョン・ハイト」と普通に声をかけるような状態だった。墜落5秒前に機長が滑走路が無いことに気付いて「パワー、パワー」と慌てた言葉を叫び、墜落2秒前にエンジンが推力を上げ始めたがもはや遅く、機体はジャムナ川の対岸水際に一旦主車輪が接地して（現場調査で接地跡が確認されている）再び浮き上がった直後、護岸工事中の土手に激突した。

## 事故原因
日本側の調査結果では、空港のグライドパス誤信号のために低高度で降下して地上に衝突したとしている。具体的には、原因として、当該機が異常に高い降下率で進入降下していたこと、空港の滑走路端から23キロメートルも手前なのに飛行高度が低かったことに運航乗務員が墜落寸前まで気付かなかったことを挙げる。
異常降下した原因は明確でないが、パイロットが規定の方式を遵守しなかったこと、灯火などを視認する前に計器表示を参考にしなかったこと、機長と副操縦士のどちらも経験が浅かったこと、機長の判断で副操縦士に本来の任務をさせずアプローチを行わせていたこと、パイロットがこの空港にも航法施設にも詳しくなかったこと、着陸チェックリストが実施されなかったことなどが挙げられ、これらのミスは規律がおろそかだった結果だとされたが、運航乗務員が高度計器の指示を十分クロスチェック（相互確認）していれば本事故は避けられた可能性があった。
一方、インド側の調査結果では、乗員が定められたプロシージャーを無視し、滑走路を十分確認せず、計器の表示に注意を払わなかったためとしている。
なお、事故後ただちに現地に急行した日本航空の救援機の機長が、ニューデリーのILS誘導電波の異常を報告したことから、日本航空が各国の航空会社に問い合わせたところ、自社のパイロットを含めていくつかの航空会社からILS誘導電波の異常について報告を得た。審判ではILS誘導電波の異常を経験したインディアン航空の機長や副操縦士をはじめ、何社かの外国人パイロットが証言を行っている。また、機長以下乗員が前夜宿泊していたバンコクのホテルで、飲酒しながら徹夜で麻雀をしていたとの目撃証言があり、その結果として運航乗務員たちの判断力が悪化し、事故の遠因となったとの指摘もある。

## 犠牲者
犠牲者の中には、乗客としてインドのハンセン病治療に大きく貢献した宮崎松記やブラジル人女優のレイラ・ディニスが含まれていた。
また落語家・5代目三遊亭圓楽の実妹（当時23歳）も当該機に客室乗務員として搭乗しており犠牲となっている。一方で、圓楽本人は司会として笑点復帰後に、日本航空123便墜落事故を寸での所で回避している。
日本航空は、日本人犠牲者の遺族に対して1人あたり120万円の見舞金（香典30万円、葬祭料40万円を含む）の支給を行い、外国人犠牲者については各国の実情によるものとした。120万円の額は、前年に発生したばんだい号墜落事故の見舞金の額（100万円）を参考に上乗せすることで決定された。
激突地点の土手では護岸工事が行われており、その場にいた作業員4人のうち3人が墜落の直撃を受け、即死した。残りの1人はなんとか逃げ延びたものの、重い全身熱傷を負ったために死亡した。日本航空は、地上で死亡した作業員の遺族に対して4000ルピー（当時で約17万円）の補償額を提示した。当時のインドの平均所得が700ルピーであることから算出された額だが、インドの国会（上院）では乗客の被害者と比べて安すぎるとして問題提起された。

## その後

### 相次ぐ事故
この1972年に日本航空は大きな事故を連続して起こしている。
- 5月15日 - 日本航空羽田空港暴走事故。東京発福岡行きのDC-8が滑走路を逸脱し、離陸に失敗。
- 6月14日 - ニューデリーでDC-8が墜落。(本項の事故)
- 9月7日　- 日本航空金浦空港DC-8暴走事故。概要は上の羽田での事故とほぼ同じ。
- 9月24日 - 日本航空ボンベイ空港誤認着陸事故
- 11月29日 - 日本航空シェレメーチエヴォ墜落事故

相次ぐ事故、特に1年に2回も墜落事故を起こしてしまったため、日本航空は各方面から非難を浴びることになり、同社の業績にも悪影響を及ぼすこととなった。

### 審判
インドでは、国際的な航空機事故の調査については、ニューデリー高等裁判所に命じて裁判形式で行うという独特の方式をとっており、公判は公開されると共に公判資料もすべて公表された。そして、第三回法廷では回収されたコックピットボイスレコーダーの音声が流され、その音声はマスコミも入手した。この録音はNHKが保管している。
審判にて、日本航空は「ニューデリー空港の計器着陸装置が整備不良の状態にあり、事故機はそれが出すゴースト・ビームに乗ったために墜落した」と主張した。一方、事故調査官は事故機のフライト・ディレクターの切り替えスイッチ（ILSを受信するかVORを受信するか選択するもの）がVORを受信するモードになっていたことから、「フライト・ディレクターが実際はVORを受信していたのに、パイロットはILSを受信しているとと誤解したために墜落した」と主張した。日本航空は、当該スイッチは事故の衝撃で切り替わったものであると反論したが、審決では「フライトディレクターの位置にかかわらず、乗員がオペレーション・マニュアルのとおりに行動し、機外の状況を目視で確認していれば墜落を避けられたはずである」として、調査官の見解を採用した。

### 空白の110秒
1973年6月15日、NHKはドキュメンタリー『あすへの記録 空白の110秒』を放送した（「110秒」とは、事故機が管制と行った最後の交信から墜落までの時間を指す）。これは、上記のボイスレコーダーの音声から墜落時の状況を分析するというもので、当時富士ゼロックス（現：富士フイルムビジネスイノベーション）に在籍していた鈴木松美により音声分析が行われた。この番組では、遺族から提供された搭乗員の肉声を比較することにより、機内の会話の主を特定した。そして、上記の「幽霊電波」説のほか、ILSとVORの切り替えスイッチを切り替え忘れたためにILSではなくVORを受信した結果、進路を誤った、という説と共にパイロットのミス説が紹介されている。
同番組は第26回イタリア賞・テレビドキュメンタリー部門、そして第13回・昭和48年度日本テレビ技術賞を受賞した。その後、1988年8月14日の『NHKビデオギャラリー』、2000年5月21日と2013年8月24日の『NHKアーカイブス』で同番組の再放送が行われた。なお、全国の放送センターでも視聴が可能である。

### その他
- 当時の現地では砂嵐と砂塵がひどく喋ることもままならないため、日本航空も報道関係者も大量の目薬と粉塵用の眼鏡を緊急輸送するように要請している。
- 2006年には、宮崎松記の知人が住職を務めていた奈良県壷阪寺で保管されていた事故機の部品の一部とされるものが日本航空に返還されたが、日本航空の調査で事故機の残骸ではなかったことが判明した。